# Alexis Bachelot
Alexis Bachelot, SS.CC., nascido Jean-Augustin Bachelot (Saint-Cyr-la-Rosière, 22 de fevereiro de 1796 - Oceano Pacífico, 5 de dezembro de 1837) foi um sacerdote católico-romano conhecido como o primeiro Prefeito Apostólico das Ilhas Sandwich. Nesse papel, liderou a primeira missão católica permanente no Reino do Havaí.
Em 1806, saiu de casa para Paris, onde se matriculou no Seminário Preparatório de Picpus para seguir o sacerdócio. Em 1813, professou na Congregação dos Sagrados Corações de Jesus e Maria, tomando o nome de Alexis. Estudou no Irish College em Paris antes de ser ordenado sacerdote em 1820. Como sacerdote, inicialmente serviu como reitor do Colégio e depois liderou o seminário preparatório em Tours.
Liderou a primeira missão católica no Havaí, chegando em 1827. Embora esperasse a aprovação do rei Kamehameha II, soube ao chegar que o rei havia morrido e um novo governo hostil aos missionários católicos havia sido instalado. Bachelot, no entanto, conseguiu converter um pequeno grupo de havaianos e ministrá-los silenciosamente por quatro anos antes de ser deportado em 1831, sob as ordens de Kaʻahumanu, a Kuhina Nui (uma posição semelhante à rainha regente) do Havaí.
Bachelot viajou para a Califórnia, onde atuou como ministro assistente enquanto pastoreava e ensinava. Em 1837, depois de saber da morte da rainha Kaʻahumanu e da vontade do rei Kamehameha III de permitir padres católicos na ilha, retornou ao Havaí, com a intenção de continuar seu trabalho missionário. No entanto, com sua chegada, Kamehameha III mudou de ideia novamente e Bachelot foi removido da ilha e confinado a um navio por vários meses. Ele foi libertado somente depois que as marinhas francesa e britânica impuseram um bloqueio naval no porto de Honolulu. Embora mais tarde tenha conseguido garantir a passagem de um navio para a Micronésia, morreu no caminho e foi enterrado em uma ilhota perto de Pohnpei. Seu tratamento no Havaí levou o governo da França a enviar uma fragata para a ilha. A intervenção resultante é conhecida como "o caso Laplace" e levou à emancipação dos católicos no Havaí.